# Edouard Long
Edouard Long (* 17. Juli 1868 in Genf; † 8. August 1929) war ein Schweizer Mediziner.
Long war Sohn des Leiters des Genfer Kantonsspitals Ernest Long. Er studierte Medizin an der Universität Genf, war danach interne der Hôpitaux de Paris bei Joseph Jules Dejerine, wo er promoviert wurde. In Genf habilitierte er sich und wurde 1919 ausserordentlicher Professor für Neuropathologie.
Von 1927 bis 1930 war er Präsident der Schweizerischen Neurologischen Gesellschaft.